# Jakob Hermann Bockenheimer

Porträt Bockenheimers, ca. 1880

Jakob Hermann Bockenheimer (* 25. Dezember 1837 in Frankfurt-Harheim; † 15. Oktober 1908 Frankfurt am Main) war ein deutscher Arzt und Chirurg.

## Leben
Bockenheimer entstammte einer angesehenen Familie in Harheim. Sein Vater war Lehrer an der Domschule in Frankfurt. Er selbst studierte Medizin an den Universitäten Göttingen, Würzburg, Prag, Wien und Paris. 1859 wurde er in Göttingen Mitglied des Corps Hannovera.

Bockenheimer 1890 im Kreise seiner Assistenten

Im Jahr 1861 promovierte er zum Dr. med. und seit 1863 praktizierte er in Frankfurt am Main. Er begründete dort in Sachsenhausen 1866 die erste Chirurgische Privatklinik in der Elisabethenstraße. Bereits 1870 baute er nach eigenem Entwurf eine neue Klinik in der Mühlbruchstraße. Im Deutsch-Französischen Krieg wurden dort über 120 deutsche Offiziere behandelt. Sein letzter Neubau eines Klinikgebäudes (1882) in der Gutzkowstraße 53 mit 150 Betten hatte bereits moderne Neuerungen wie fließend Wasser, Zentralheizung und eine Ventilation. Bockenheimer, der von Anfang an bereits auf die antiseptische Methode setzte, betrieb neben dem stationären Bereich ein Ambulatorium, in dem auch viele Arbeiter gegen ihre Berufskrankheiten, wie beispielsweise Bleivergiftungen, oft kostenlos behandelt wurden. Er wurde wegen seiner Verdienste als Arzt zum preußischen Geheimen Sanitätsrat ernannt.
Aufgrund seines wissenschaftlichen Interesses arbeitete er 43 Jahre in der Verwaltung der Senckenbergischen Naturforschenden Gesellschaft mit und erwarb sich dort Verdienste als Leiter der Sektion für Reptilien, Amphibien und Fische.
Er wurde auf dem Hauptfriedhof begraben. Das Grab wird heute von der Stadt Frankfurt als Ehrengrab geführt.

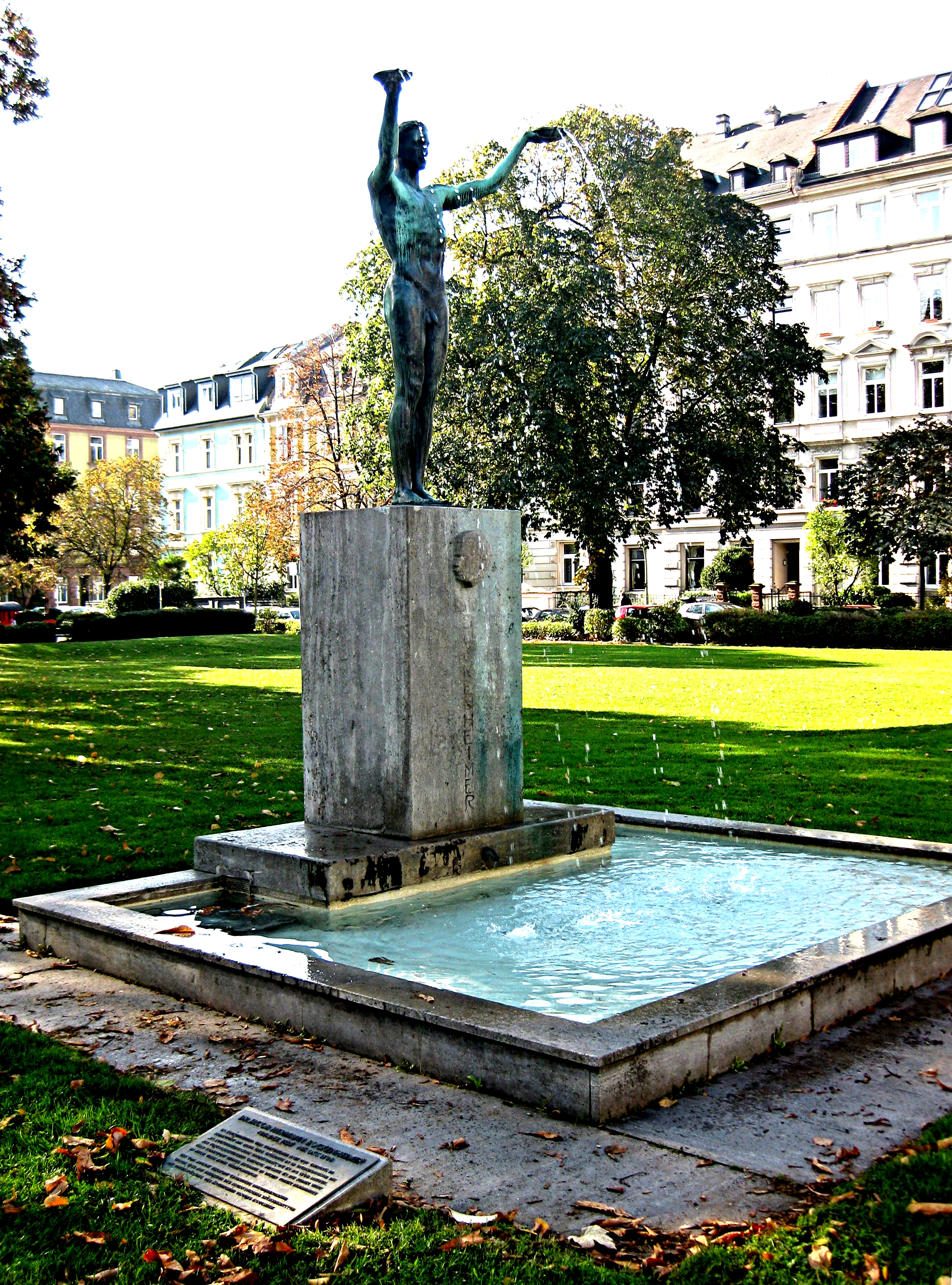
Dr.-Bockenheimer-Brunnen in Frankfurt

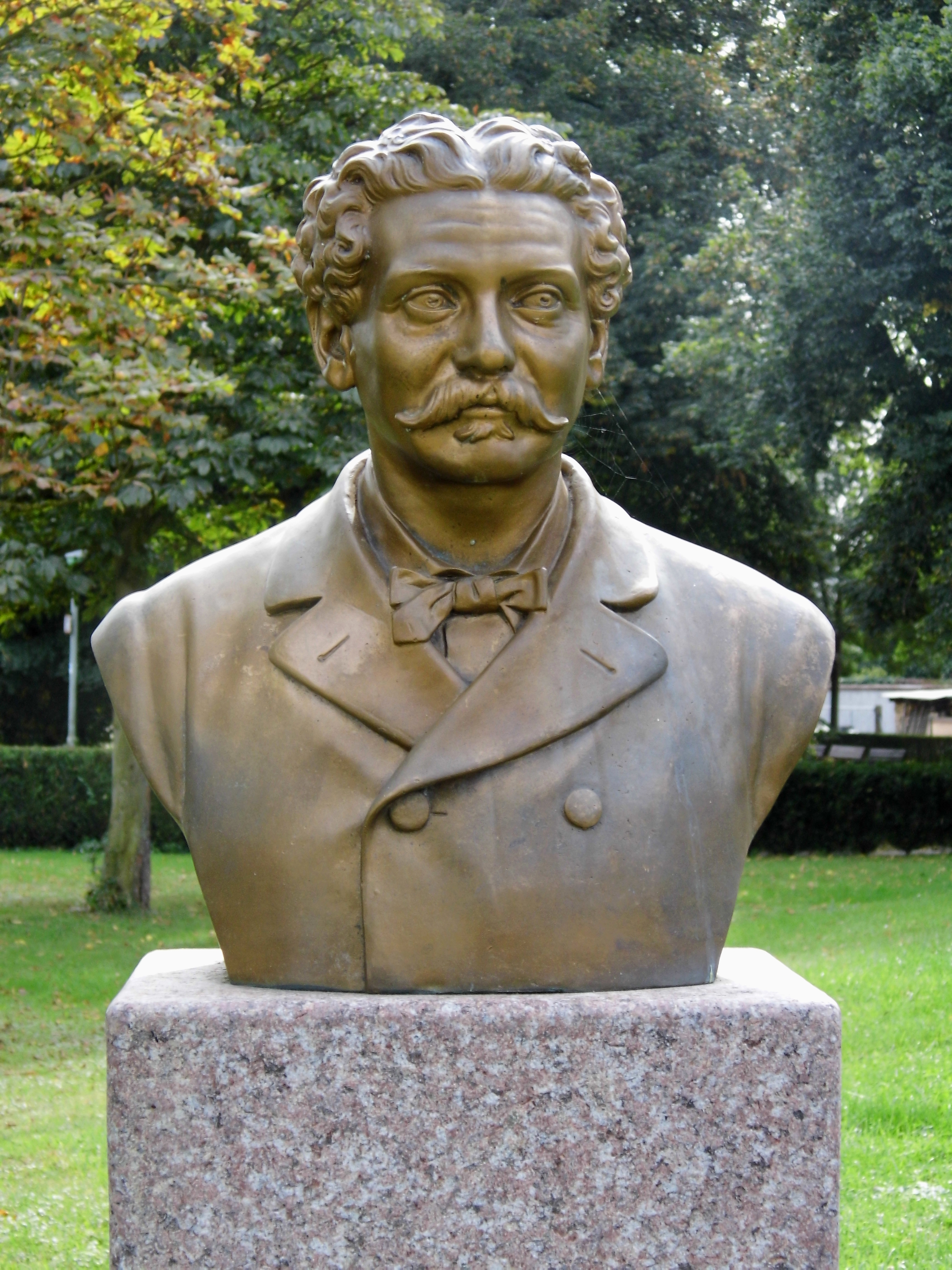
Bockenheimer-Denkmal in Harheim

In Frankfurt-Sachsenhausen erinnert heute als Denkmal der Dr.-Bockenheimer-Brunnen auf dem Oppenheimer Platz an ihn, der vom Bezirksverein Sachsenhausen in Zusammenarbeit mit dem Ärztlichen Verein Frankfurt 1932 aus Dankbarkeit der Sachsenhausener gerade für die oft unentgeltliche Behandlung bedürftiger Bevölkerungskreise aus Spendenmitteln aufgestellt wurde. Der Brunnen und die Bronzefigur auf der Muschelkalksäule wurde von dem Bildhauer August Bischoff  gestaltet. Dargestellt ist eine lebensgroße Jünglingsskulptur mit erhobenen Händen mit nach oben gerichteten Händen. Aus den Händen läuft Wasser in des darunterliegende Becken. Dies soll Heilkraft symbolisieren. 1942 wurde die Bronzeplastik eingeschmolzen. Eine neue Plastik wurde 1949 aus Kupfer auf der erhaltenen Säule aufgestellt.
In seinem Heimatort Harheim wurde 1990 eine Bronzebüste Bockenheimers auf einem Granitsockel gegenüber dem Bürgerhaus aufgestellt.
Der Chirurg Philipp Bockenheimer war sein Sohn.

## Werke
- Über die Stenose des Oesophagus, Würzburg 1861 (Diss. z. Dr. med.)
- Ist es ratsam Geisteskranke im Beginne ihrer Krankheiten in eine Irrenanstalt zu versetzen?, Frankfurt 1861
- Die Cholera in ihren Erscheinungen und in ihrem Wesen, Frankfurt 1865
- Statistischen Mitteilungen, Frankfurt 1866–1898 (dabei Kasuistische Mitteilungen)
- Ein kleiner Beitrag zur Ovariotomie, Frankfurt 1876
- Zur Diagnose der Mediastinaltumoren, Frankfurt 1877
- Beitrag zur Therapie der tuberkulösen Erkrankungen der Gelenke und Knochen, Frankfurt 1896, (Festschrift zur Naturforscherversammlung; zusammen mit Dr. Seckbach)